# National Board of Review Award du meilleur acteur dans un second rôle
Le National Board of Review Award du meilleur acteur dans un second rôle (National Board of Review Award for Best Supporting Actor) est une récompense cinématographique américaine décernée par la National Board of Review depuis 1954.

## Palmarès

### Années 1950
- 1954 : John Williams pour ses rôles dans Sabrina et Le crime était presque parfait (Dial M. for murder)
- 1955 : Charles Bickford pour son rôle dans Pour que vivent les hommes (Not as a Stranger)
- 1956 : Richard Basehart pour son rôle dans Moby Dick
- 1957 : Sessue Hayakawa pour son rôle dans Le Pont de la rivière Kwaï (The Bridge on the River Kwai)
- 1958 : Albert Salmi pour ses rôles dans Les Frères Karamazov (The Brothers Karamazov) et Bravados (The Bravados)
- 1959 : Hugh Griffith pour son rôle dans Ben-Hur

### Années 1960
- 1960 : George Peppard pour son rôle dans Celui par qui le scandale arrive (Home from the hill)
- 1961 : Jackie Gleason pour son rôle dans L'Arnaqueur (The Hustler)
- 1962 : Burgess Meredith pour son rôle dans Tempête à Washington (Advise and Consent)
- 1963 : Melvyn Douglas pour son rôle dans Le Plus Sauvage d'entre tous (Hud)
- 1964 : Martin Balsam pour son rôle dans Les Ambitieux (The CarpetBaggers)
- 1965 : Harry Andrews pour ses rôles dans La Colline des hommes perdus (The Hill) et L’Extase et l’Agonie (The Agony and the Ecstasy)
- 1966 : Robert Shaw pour son rôle dans Un homme pour l'éternité (A Man for All Seasons)
- 1967 : Paul Ford pour son rôle dans Les Comédiens (The Comedians)
- 1968 : Leo McKern pour son rôle dans Les Souliers de saint Pierre (The Shoes of the Fisherman)
- 1969 : Philippe Noiret pour son rôle dans L'Étau (Topaz)

### Années 1970
- 1970 : Frank Langella pour ses rôles dans Journal intime d'une femme mariée (Diary of a Mad Housewife) et Le Mystère des douze chaises (The Twelve Chairs)
- 1971 : Ben Johnson pour son rôle dans La Dernière Séance (The Last Picture Show)
- 1972 : Joel Grey pour son rôle dans Cabaret et Al Pacino pour son rôle dans Le Parrain (The Godfather)
- 1973 : John Houseman pour son rôle dans La Chasse aux diplômes (The Paper Chase)
- 1974 : Holger Löwenadler pour son rôle dans Lacombe Lucien
- 1975 : Charles Durning pour son rôle dans Un après-midi de chien (Dog Day Afternoon)
- 1976 : Jason Robards pour son rôle dans Les Hommes du président (All the President's Men)
- 1977 : Tom Skerritt pour son rôle dans Le Tournant de la vie (The Turning Point)
- 1978 : Richard Farnsworth pour son rôle dans Le Souffle de la tempête (Comes a Horseman)
- 1979 : Paul Dooley pour son rôle dans La Bande des quatre (Breaking Away)

### Années 1980
- 1980 : Joe Pesci pour son rôle dans Raging Bull
- 1981 : Jack Nicholson pour son rôle dans Reds
- 1982 : Robert Preston pour son rôle dans Victor Victoria
- 1983 : Jack Nicholson pour son rôle dans Tendres Passions (Terms of Endearment)
- 1984 : John Malkovich pour son rôle dans Les Saisons du cœur (Places in the Heart)
- 1985 : Klaus Maria Brandauer pour son rôle dans Out of Africa
- 1986 : Daniel Day-Lewis pour ses rôles dans My Beautiful Laundrette et Chambre avec vue (A Room with a View)
- 1987 : Sean Connery pour son rôle dans Les Incorruptibles (The Untouchables)
- 1988 : River Phoenix pour son rôle dans À bout de course (Running on Empty)
- 1989 : Alan Alda pour son rôle dans Crimes et Délits (Crimes and Misdemeanors)

### Années 1990
- 1990 : Joe Pesci pour son rôle dans Les Affranchis (Goodfellas)
- 1991 : Anthony Hopkins pour son rôle dans Le Silence des agneaux (The Silence of the Lambs)
- 1992 : Jack Nicholson pour son rôle dans Des hommes d'honneur (A Few Good Men)
- 1993 : Leonardo DiCaprio pour son rôle dans Gilbert Grape (What's Eating Gilbert Grape)
- 1994 : Gary Sinise pour son rôle dans Forrest Gump
- 1995 : Kevin Spacey pour ses rôles dans Usual Suspects (The Usual Suspects) et Seven (Se7en)
- 1996 : Edward Norton pour ses rôles dans Peur primale (Primal Fear), Larry Flynt (The People VS. Larry Flynt) et Tout le monde dit I love you (Everyone Says I Love You)
- 1997 : Greg Kinnear pour son rôle dans Pour le pire et pour le meilleur (As Good As It Gets)
- 1998 : Ed Harris pour son rôle dans The Truman Show
- 1999 : Philip Seymour Hoffman pour ses rôles dans Magnolia et Le Talentueux Mr. Ripley (The Talented Mr. Ripley)

### Années 2000
- 2000 : Joaquin Phoenix pour ses rôles dans Quills, la plume et le sang (Quills), Gladiator et The Yards
- 2001 : Jim Broadbent pour ses rôles dans Moulin Rouge ! et Iris
- 2002 : Chris Cooper pour son rôle dans Adaptation
- 2003 : Alec Baldwin pour son rôle dans Lady Chance (The Cooler)
- 2004 : Thomas Haden Church pour son rôle dans Sideways
- 2005 : Jake Gyllenhaal pour son rôle dans Le Secret de Brokeback Mountain (Brokeback Mountain)
- 2006 : Djimon Hounsou pour son rôle dans Blood Diamond
- 2007 : Casey Affleck pour son rôle dans L'Assassinat de Jesse James par le lâche Robert Ford (The Assassination of Jesse James by the Coward Robert Ford)
- 2008 : Josh Brolin pour son rôle dans Harvey Milk
- 2009 : Woody Harrelson pour son rôle dans The Messenger

### Années 2010
- 2010 : Christian Bale pour son rôle dans Fighter (The Fighter)
- 2011 : Christopher Plummer pour son rôle dans Beginners
- 2012 : Leonardo DiCaprio pour son rôle dans Django Unchained
- 2013 : Will Forte pour son rôle dans Nebraska
- 2014 : Edward Norton pour son rôle dans Birdman
- 2015 : Sylvester Stallone pour son rôle dans Creed : L'Héritage de Rocky Balboa (Creed)
- 2016 : Jeff Bridges pour son rôle dans Comancheria (Hell or High Water)
- 2017 : Willem Dafoe pour son rôle dans The Florida Project
- 2018 : Sam Elliott pour son rôle dans A Star Is Born

## Récompenses multiples
- 3 : Jack Nicholson
- 2 : Leonardo DiCaprio, Edward Norton, Joe Pesci